# Championnats de France de triathlon 2024
Navigation
2023 2025
Les championnats de France de triathlon 2024 se déroulent le 2 juin 2024, à Gravelines, sur une épreuve de distance S pour le titre individuel et sur une épreuve en équipe de relais mixte pour le titre de cette spécialité.

## Palmarès
Les tableaux présentent le « Top 10 » hommes et femmes des catégories élites,.
|                    | Triathlète                | Temps       |
| ------------------ | ------------------------- | ----------- |
| Médaille d'or      | Maxime Hueber-Moosbrugger | 56 min 12 s |
| Médaille d'argent  | Thomas Hansmaennel        | 56 min 31 s |
| Médaille de bronze | Jules Rethoret            | 56 min 40 s |
| 4                  | Yann Allichon             | 56 min 43 s |
| 5                  | Hugo Winock               | 56 min 46 s |
| 6                  | Lucas Jouin               | 56 min 47 s |
| 7                  | Arthur Berland            | 56 min 50 s |
| 8                  | Théotime Lawson           | 56 min 54 s |
| 9                  | Basile Fouchard           | 57 min 0 s  |
| 10                 | Aurélien Raphaël          | 57 min 3 s  |

|                    | Triathlète              | Temps          |
| ------------------ | ----------------------- | -------------- |
| Médaille d'or      | Candice Denizot         | 1 h 3 min 21 s |
| Médaille d'argent  | Laura Moreau            | 1 h 3 min 26 s |
| Médaille de bronze | Charlotte Faivre        | 1 h 4 min 18 s |
| 4                  | Elena Polaert           | 1 h 4 min 19 s |
| 5                  | Lona Gandon             | 1 h 4 min 21 s |
| 6                  | Léa Marchal             | 1 h 5 min 8 s  |
| 7                  | Marie Wattiez           | 1 h 5 min 37 s |
| 8                  | Marion Latil            | 1 h 5 min 39 s |
| 9                  | Juliette Titotto Merlot | 1 h 6 min 0 s  |
| 10                 | Juliette Houart         | 1 h 6 min 6 s  |